# Tumeur germinale

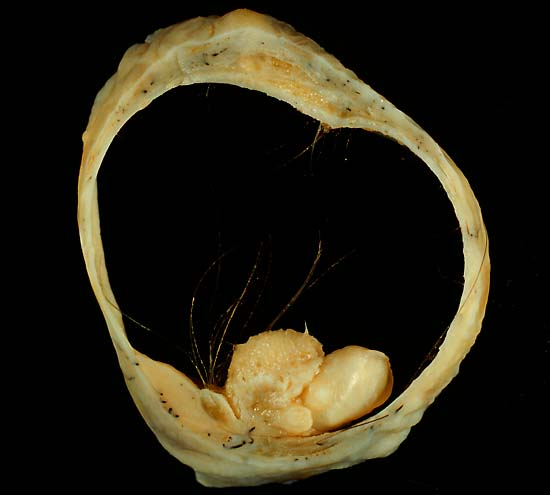
Tumeur germinale

Les tumeurs germinales sont des proliférations des lignées cellulaires germinales : ovulaires dans l'ovaire, spermatocytiques dans le testicule. Elles sont divisées en deux grands types histopathologiques :
- les séminomes (50 % des cas), qui auraient pour origine une prolifération anarchique de cellules de l'épithélium germinal du tube séminifère. Ils présentent un aspect hypoéchogène et hypovascularisée à l'échographie scrotale. Ils sont radio-sensibles et leur pronostic est bon dans 95 % des cas, mais ils nécessitent un suivi du patient. Un leydigome est un séminome induit par prolifération de cellules de leydig. Le séminome spermatocytaire représente moins de 1 % des cancers du testicule et touche le sujet âgé, avec un pronostic très favorable s'il est soigné[1].
- les tumeurs germinales non séminomateuses (TGNS), dont le pronostic est généralement moins bon. Elles présentent un aspect "hypoéchogène" où, dans la plupart des cas, le testicule gauche se développe de 30 % à 80 % environ à partir de l'âge de la puberté et se présentera comme tumeur « trétragénitale » à l'âge adulte.
  - les carcinomes embryonnaires
  - les choriocarcinomes
  - les tératomes.